# Bundespolizei (Mexiko)
Die Bundespolizei (spanisch Policía Federal, kurz PF) war ein polizeidienstliches Ordnungsorgan der Regierung in Mexiko, das direkt dem Secretaría de Seguridad Pública (SSP) unterstellt war. 
Zum 1. Oktober 2019 wurde sie aufgelöst und in die neu gegründete Guardia Nacional überführt.

## Entstehungsgeschichte und Aufgaben

### Gründung als Policía Federal Preventiva
Die PF wurde im Dezember 1998 als Policía Federal Preventiva (PFP, dt.: Bundesschutzpolizei) unter Präsident Ernesto Zedillo mit dem Ziel der Aufrechterhaltung der inneren Sicherheit aus Militär- und Polizeikomponenten des Bundes zusammengesetzt und im Januar 1999 legitimiert. Ca. 5000 Mann kamen dabei aus dem Bereich des Militärs, vor allem von der 3. Brigade der Militärpolizei. Auf der polizeilichen Seite gingen die Policía Federal de Migración (dt.: Bundeseinwanderungspolizei) mit ca. 1500 Beamten und die Policía Federal de Caminos y Puertos (dt.: Bundespolizei für Straßen und Häfen) mit ungefähr 4000 Beamten in der PFP auf. Auch die Policía Fiscal Federal (dt.: Bundesfinanzpolizei) und die Aufklärungsabteilung des mexikanischen Nachrichtendienstes Centro de Investigación y Seguridad Nacional wurden eingegliedert.
Die Aufgaben der PFP bestanden u. a. in:
- Bewahrung der Freiheiten, der öffentlichen Ordnung und des öffentlichen Friedens
- Bekämpfung und Verhinderung von Verbrechen, die durch Bundesgesetze sanktioniert werden
- Schutz und Kontrolle von z. B. Grenzen, Zollstationen, Verkehrswegen, Flug- und Seehäfen, Kommunikationseinrichtungen, Bundeseinrichtungen
- auf Anforderung Unterstützung anderer Sicherheitskräfte bei Katastrophen, Unruhen oder anderen Notsituationen
- Beschaffung, Speicherung und Auswertung von Informationen zur Verbrechensbekämpfung.

Die Zuständigkeit der PFP lag vor allem in der Verhinderung von Straftaten, weniger in ihrer Aufklärung. Für die Verbrechensverfolgung war die Agencia Federal de Investigación (dt.: Bundesermittlungsbehörde) zuständig.
Die Policía Federal Preventiva war militärisch strukturiert, da viele Mitglieder von den Streitkräften stammten, fanden militärische Denkweisen und Wertvorstellungen Eingang.

### Restrukturierung zur Policía Federal
Die Policía Federal Preventiva sollte verschiedene Polizeieinheiten, die zuvor unterschiedlichen Ministerien angehört hatten, miteinander vereinigen. Dieses Vorhaben wurde aber sogar von dem Polizeichef der PFP, José Luis Figueroa Cuevas, als gescheitert betrachtet, vor allem wegen Rivalitäten zwischen den Angehörigen der verschiedenen Vorgängerorganisationen. Auch war die PFP von Korruption und Rechtsverstößen betroffen.
Infolgedessen wurde die PFP 2009 mit der Agencia Federal de Investigación vereinigt und in Policía Federal umbenannt. Somit verblieb nur noch eine Polizeiorganisation auf Bundesebene. Der Zuständigkeitsbereich wurde entsprechend um investigative Aufgaben erweitert. Zusammen mit dem Militär nimmt die Policía Federal am Drogenkrieg in Mexiko teil.

## Struktur

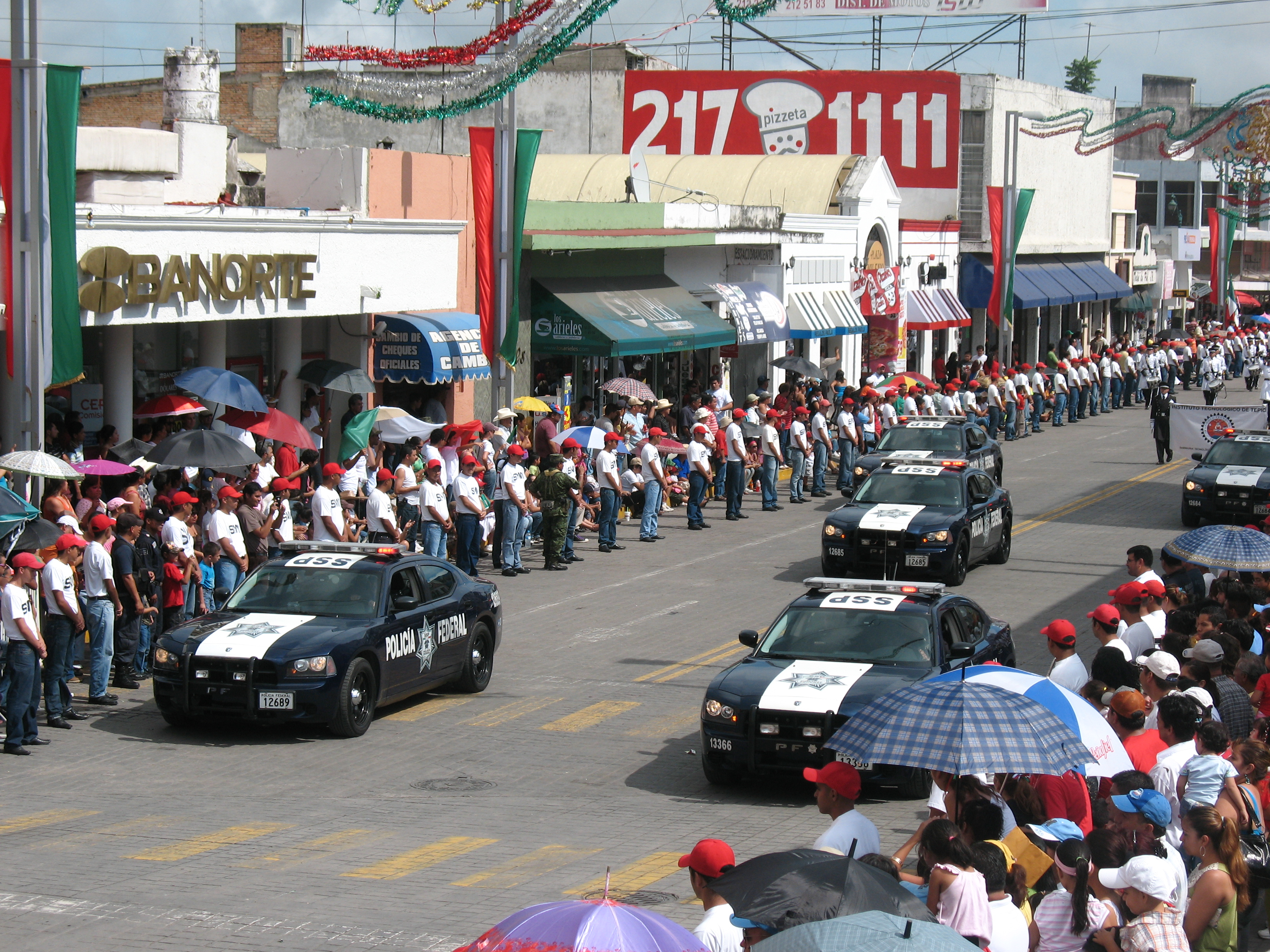
Fahrzeuge der Policía Federal bei einer Parade in Tepic

Die Policía Federal setzte sich aus folgenden Abteilungen zusammen:
- División Antidrogas: Bekämpfung der Drogenkriminalität
- División Científica: wissenschaftlich-technische Abteilung
- División de Fuerzas Federales: Abteilung der Einsatzkräfte
- División de Inteligencia: Zentrum für Aufklärung
- División de Investigación: Ermittlungsabteilung
- División de Seguridad Regional: Beobachtung des Zustandes der öffentlichen Sicherheit
- Secretaría General: Generalsekretariat
- Unidad de Asuntos Internos: Einheit für interne Angelegenheiten

2010 gehörten der Policía Federal ca. 35.000 Beamte an. Ein Comisionado General (Generalbevollmächtigter), der direkt vom mexikanischen Präsidenten eingesetzt wird, leitet mit weitreichenden Kompetenzen die Institution. Maribel Cervantes Guerrero löste im Februar 2012 Facundo Rosas Rosas ab, der dieses Amt seit 2009 innehatte.

## Kritik
Korruption, Verbindungen zur organisierten Kriminalität, illegale Bereicherung und ungerechtfertigte Gewaltanwendung stellen in der mexikanischen Polizei generell ein großes Problem dar. Auch die Handlungsfreiheit und die Einsätze der PF bzw. PFP wurden in der Vergangenheit mehrfach kritisiert, da es teils zu erheblichen Menschenrechtsverletzungen kam. 2003 sind 2200 Beamte aus der PFP ausgeschieden, weil ihnen Straftaten zur Last gelegt wurden. Nach dem Amtsantritt von Präsident Felipe Calderón 2006 wurden u. a. alle 34 regionalen Befehlshaber der PFP aus dem Dienst entfernt. 2010 wurden wegen Korruption 4600 Beamte der Policía Federal entlassen, was 13 % der Gesamtstärke entsprach.
Auch die militärische Komponente ist umstritten, da nach Artikel 129 der staatlichen Verfassung der Einsatz von Militär im Inneren im Frieden unzulässig ist.